# مرکندورف (اشتایرمارک)
مرکندورف (به آلمانی: Merkendorf) یک منطقهٔ مسکونی در اتریش است که در زودوست‌اشتایرمارک واقع شده‌است. مرکندورف ۱۱٫۲۱ کیلومتر مربع مساحت دارد ۲۷۳ متر بالاتر از سطح دریا واقع شده‌است.